# Pioneer 4

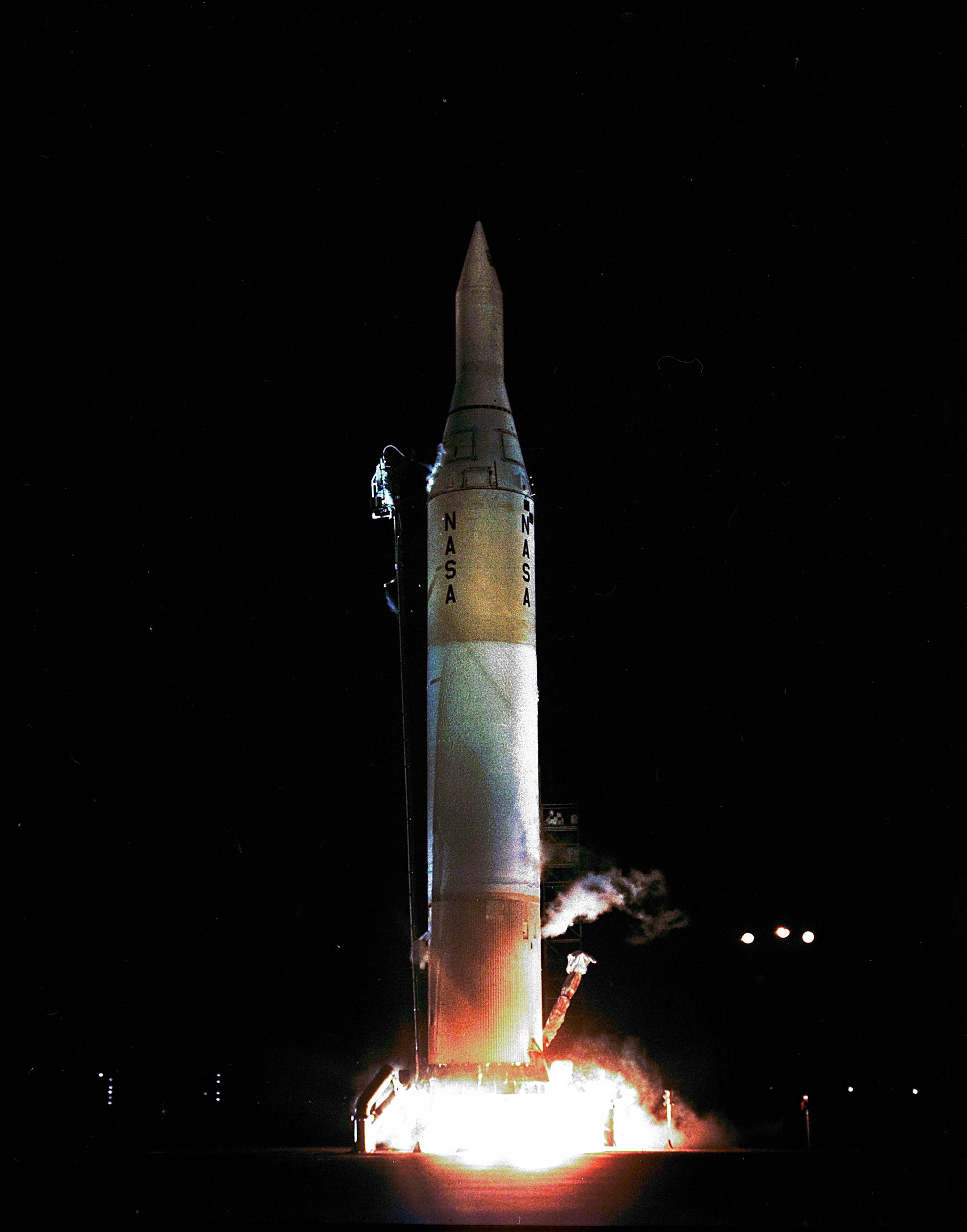
Le lanceur Juno II avec la sonde Pioneer 4.

Pioneer 4 est une sonde lunaire lancée en direction de la Lune, du programme Pioneer d'exploration spatiale de la NASA. Elle doit survoler la Lune avant de se placer en orbite héliocentrique. Une erreur de lancement lui fait manquer la Lune, mais elle peut tout de même assurer un survol de la Lune. Elle a également atteint une vitesse suffisante pour quitter l'orbite terrestre (vitesse de libération).
Au cours de la mission Pioneer 4, la NASA essaye un nouveau système de communication spatiale. Un composant du réseau est l'antenne de 26 mètres de diamètre située à Goldstone, en Californie, est la première de plusieurs antennes qui constitueront plus tard le Deep Space Network de la NASA.

## Contexte
Pioneer 4 est la seconde de deux sondes lunaires, stabilisé par rotation, lancé par l'Agence des missiles balistiques de l'armée de terre (ABMA - Army Ballistic Missile Agency) en collaboration avec la NASA.
C'est la dernière des cinq sondes lunaires américaines lancées dans le cadre d'une série au cours de l'Année géophysique internationale, bien que l'année se soit officiellement terminée le 31 décembre 1958. Sa conception est très similaire à celle de Pioneer 3, mais une différence clé est l'ajout d'un moniteur pour mesurer la tension de l'émetteur radio principal, qui a échoué pour des raisons inconnues sur Pioneer 3.
Bien qu'elle n'atteint pas son objectif principal de photographier la Lune lors d'un survol rapproché, la sonde Pioneer 4 devient le premier véhicule spatial américain à atteindre la vitesse d'échappement de la Terre. La sonde lunaire réussit à survoler la Lune et à se mettre en orbite héliocentrique comme prévu.

## Description de la sonde lunaire
Pioneer 4 est une sonde lunaire, stabilisé par rotation, lancé sur une trajectoire de survol lunaire et placé sur une orbite héliocentrique, ce qui en fait la première sonde américaine à s'évader de la gravité terrestre. Pioneer 4 transporte une charge utile similaire à celle de Pioneer 3 : une expérience sur l'environnement des radiations lunaires utilisant un détecteur à tube Geiger-Müeller et une expérience de photographie lunaire.
Pioneer 4 est une sonde en forme de cône de 51 cm de haut et de 23 cm de diamètre à sa base. Le cône est composé d'une fine coque en fibre de verre recouverte d'un vernis en or pour le rendre électriquement conducteur et peinte de bandes blanches pour maintenir la température entre 10 et 50 °C. À l'extrémité du cône se trouve une petite sonde qui se combine au cône lui-même pour servir d'antenne. À la base du cône, un anneau de piles au mercure fournit l'énergie. Un capteur photoélectrique fait saillie au centre de la base de la sonde. Le capteur est conçu avec deux cellules photoélectriques qui se déclenche par la lumière de la Lune lorsque la sonde se trouve à 32 000 km de la Lune. Au centre du cône se trouvent un tube d'alimentation en tension et deux tubes Geiger-Müeller.
Un émetteur d'une masse de 0,5 kg délivre un signal en phase modulée de 0,1 W à une fréquence de 960,05 MHz. La puissance de l'onde porteuse modulée est de 0,08 W et la puissance totale est de 0,18 W. Un mécanisme pour ralentir la rotation de la sonde lunaire se compose de deux poids de 7 grammes qui s'enroulent au bout de deux fils de 150 cm de long lorsqu'ils sont déclenchés par une minuterie 11 heures après le lancement. Les poids sont conçus pour ralentir la rotation de 480 à 11 tr/min, puis les poids et les fils sont largués.

## Description des instruments
La sonde lunaire a deux instruments :
- Expérience de rayonnement (TRE - Trapped Radiation Experiment), deux détecteurs à tube Geiger de type Anton-302 et de type Anton-213 sont utilisés pour réaliser une étude du rayonnement autour de la Terre (protons de 30 MeV et électrons de 2,2 MeV). Les scientifiques reçoivent d'excellentes données de la sonde lunaire qui suggèrent que l'intensité de la ceinture supérieure des ceintures de Van Allen a changé depuis Pioneer 3 (probablement due à une éruption solaire récente) et qu'il peut y avoir une troisième ceinture à une altitude supérieure[3].
- Un capteur photoélectrique (Imaging Scanner) au centre de la base de la sonde. Le capteur est conçu avec deux cellules photoélectriques qui se déclenchent à la lumière de la Lune lorsque la sonde se trouve à 32 000 km de la Lune.

## Déroulement de la mission
Le lancement de la sonde lunaire survient le 3 mars 1959 à 05 h 10 min 56 s TU par le lanceur Juno II # 2 (AM-14) depuis l'aire de lancement LC-5 de la base de lancement de Cap Canaveral. Après un lancement réussi, la sonde Pioneer 4 atteint son objectif principal (une trajectoire Terre-Lune), retourne des données sur les radiations et fournit un exercice précieux de poursuite de la sonde.
La sonde lunaire passe au plus près (5,7° S et 7,2° E) de la Lune à 22 h 25 TU le 4 mars 1959, environ 41 heures après le lancement, soit à 60 000 km de la surface de la Lune à une vitesse de 7 230 km/h. La sonde ne se trouve pas assez proche de la Lune pour déclencher le capteur photoélectrique. La sonde transmet des informations durant 82 heures sur une distance de 655 000 km de la Terre, la plus grande distance de suivi pour un objet de fabrication humaine en 1959, et atteint le périhélie le 18 mars 1959 à 01 h 00 TU. Le quatrième étage (173 cm de long, 15 cm de diamètre, de 4,65 kg) entre en orbite héliocentrique avec la sonde lunaire. Pioneer 4 est un véhicule spatial tournant autour du Soleil.

## Résultats de la mission
La sonde Pioneer 4 passe à 60 000 km de la surface de la Lune au lieu des 32 000 km prévus. Mais elle ne s'approche pas suffisamment de la Lune pour déclencher le capteur photoélectrique. Aucun rayonnement lunaire n'est détecté.
La petite radio transmet des informations avant que le contact ne soit perdu le 6 mars à une distance d'environ 655 000 km de la Terre - la plus grande distance de suivi pour un objet fabriqué par l'homme en 1959. La sonde entre en orbite héliocentrique (périhélie : 147,2 millions de km, aphélie 169,4 millions de km) et devient la première sonde spatiale américaine à le faire.
Les scientifiques reçoivent d'excellentes données du véhicule spatial qui suggèrent que l'intensité de la ceinture supérieure des ceintures de Van Allen a changé depuis Pioneer 3 (probablement attribuable à une récente éruption solaire) et qu'il peut y avoir une troisième ceinture à une altitude plus élevée.